# Пакаринен, Ииро
Ииро Эркки Ильмари Пакаринен (фин. Iiro Erkki Ilmari Pakarinen; род. 25 августа 1991, Суоненйоки, Куопио) — финский хоккеист, нападающий клуба ХИФК. Сыграл 124 матча в НХЛ за клуб «Эдмонтон Ойлерз». Двукратный серебряный призёр чемпионатов мира (2014, 2021) в составе сборной Финляндии. Олимпийский чемпион 2022 года.

## Игровая карьера

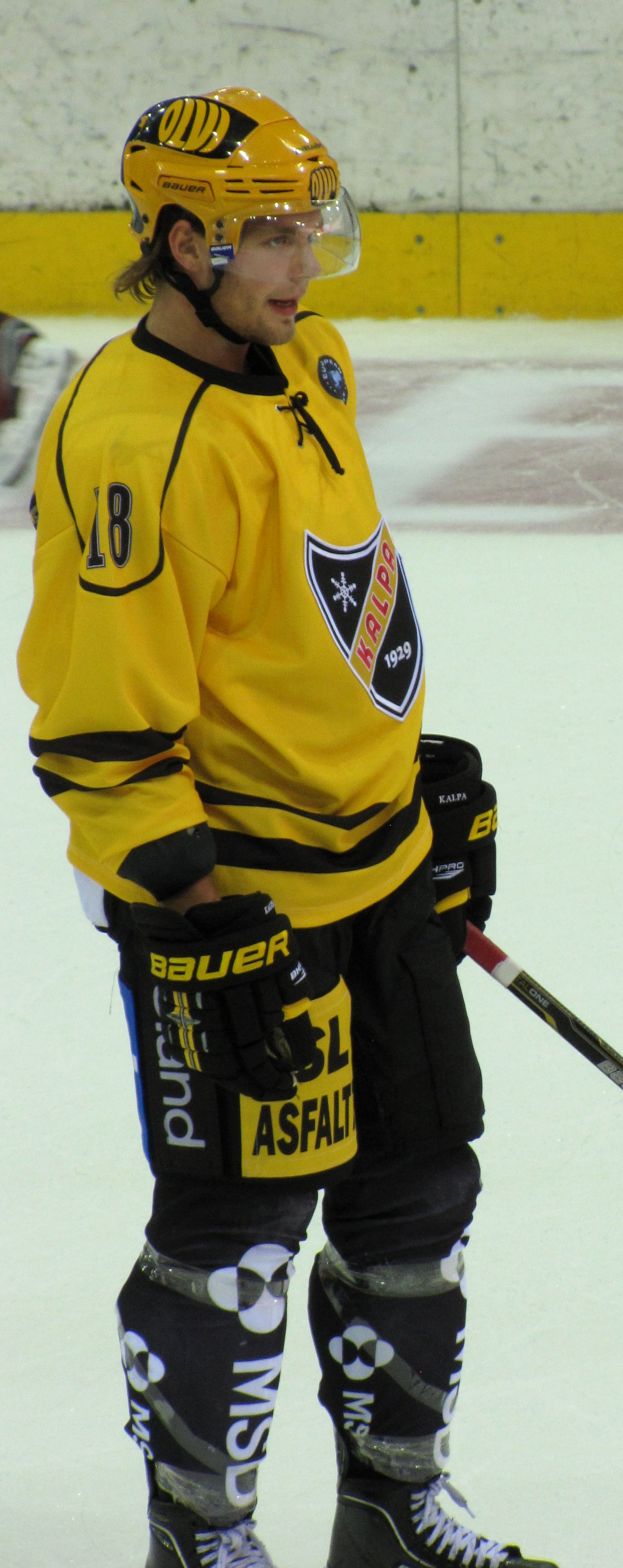
2011 год

Пакаринен играл в своей родной Финляндии с молодежного уровня в профессиональным клубе КалПа. Как опытный разносторонний форвард, Пакаринен был выбран под общим 184-м номером на драфте НХЛ 2011 года клубом «Флорида Пантерз». Не согласившись на условия с «пантерами», Пакаринен решил продолжить своё развитие в финской лиге. 3 мая 2012 года он подписал двухлетний контракт с ХИФК в качестве свободного агента.
По завершении своего второго сезона с ХИФК в 2013/14 годах, забив 20 голов и набрав 30 очков, 16 июня 2014 года Пакаринен подписал свой первый контракт в НХЛ как свободный агент с «Эдмонтон Ойлерз» на два года. 1 декабря 2017 года он был отстранен из «Ойлерз», а затем 2 декабря был отправлен в их фарм-клуб в АХЛ, «Бейкерсфилд Кондорс».
2 июля 2018 года Пакаринен покинул «Эдмонтон Ойлерз» в качестве свободного агента, подписал годичный контракт с клубом КХЛ «Металлургом (Магнитогорск)». За сезон в 60 матчах регулярного чемпионата набрал 26 (19+7) очков, в 6 играх плей-офф отметился голевой передачей.
2 мая 2019 перешёл в «Барыс». В его активе 10 (4+6) очков в 22 матчах регулярного чемпионата 2019/20. В 5 играх плей-офф он отметился одним голом.
11 апреля 2020 года вернулся в Финляндию в «Йокерит», подписав контракт на 3 года.

## Сборная
Пакаринен в 2009 году вызывался в юниорскую сборную Финляндии, с которой занял третье место на юниорском чемпионате мира. В 2010 и 2011 годах Ииро вызывался в молодёжную сборную Финляндии для участия в молодёжных чемпионатах мира.
В 2014 году принимал участие в чемпионате мира в Минске, где в составе сборной Финляндии занял второе место, проиграв в финале сборной России. В финальном матче финны уступили со счётом 2:5, одну из двух шайб финнов, за три секунды до окончания второго периода забросил Пакаринен. Всего в 10 матчах турнира Пакаринен набрал 3 очка (3+0).